# Hemerorhinus opici
Hemerorhinus opici är en fiskart som beskrevs av Jacques Blache och Marie-Louise Bauchot 1972. Hemerorhinus opici ingår i släktet Hemerorhinus och familjen Ophichthidae. Inga underarter finns listade i Catalogue of Life.